# Ladir
Ladir är en ort och tidigare kommun i regionen Surselva i kantonen Graubünden, Schweiz. Kommunen blev 2014 en del av storkommunen Ilanz/Glion..